# Dixonius siamensis
Dixonius siamensis là một loài thằn lằn trong họ Gekkonidae. Loài này được Boulenger mô tả khoa học đầu tiên năm 1899.

## Hình ảnh

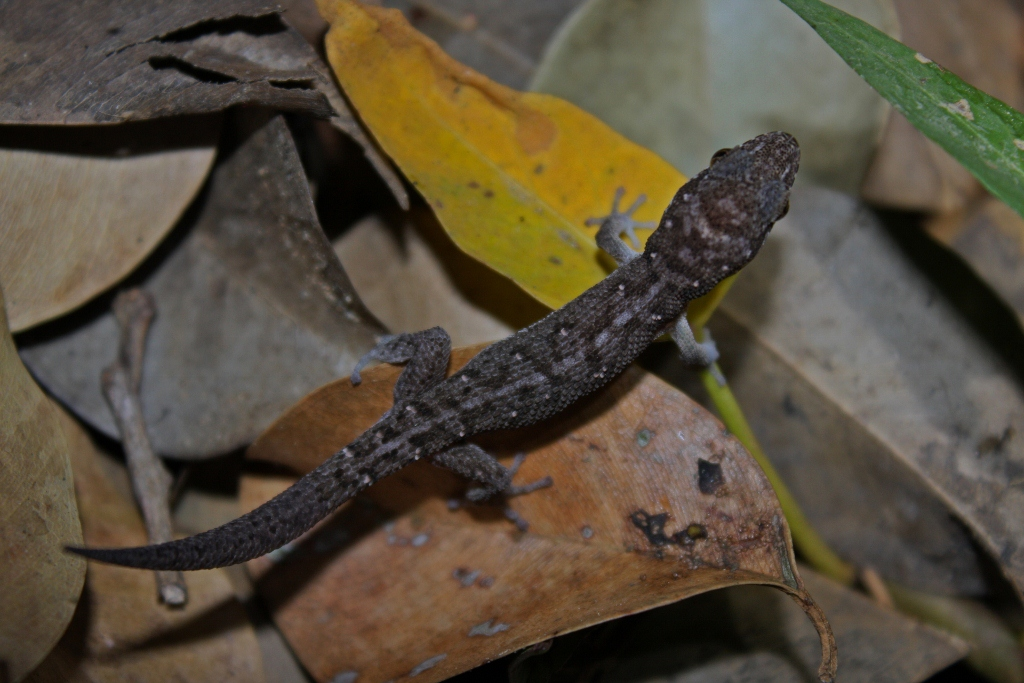
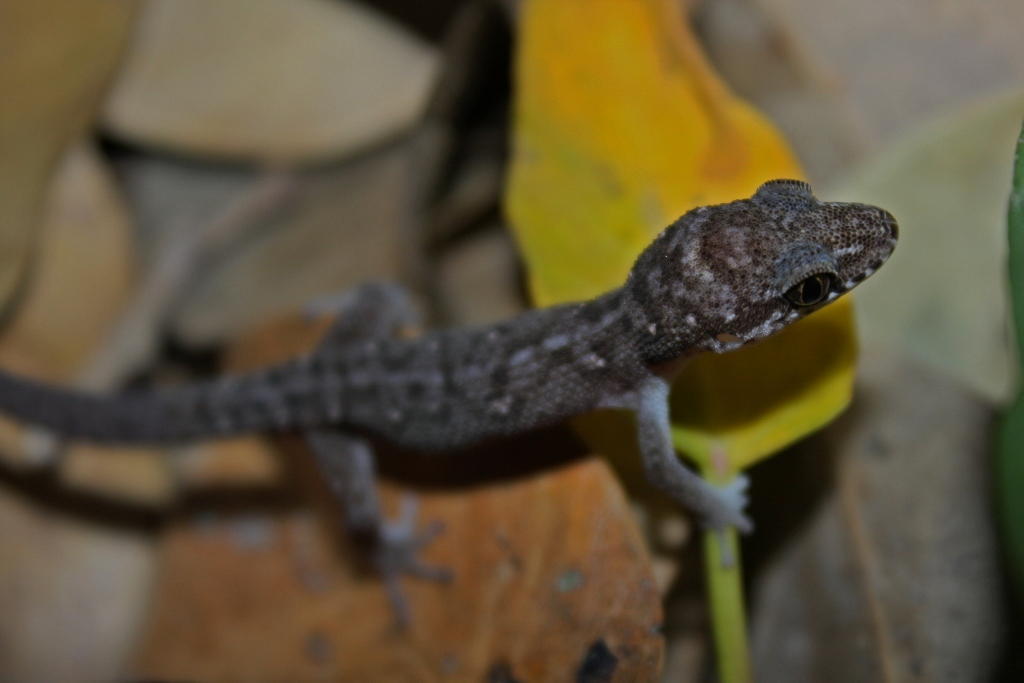
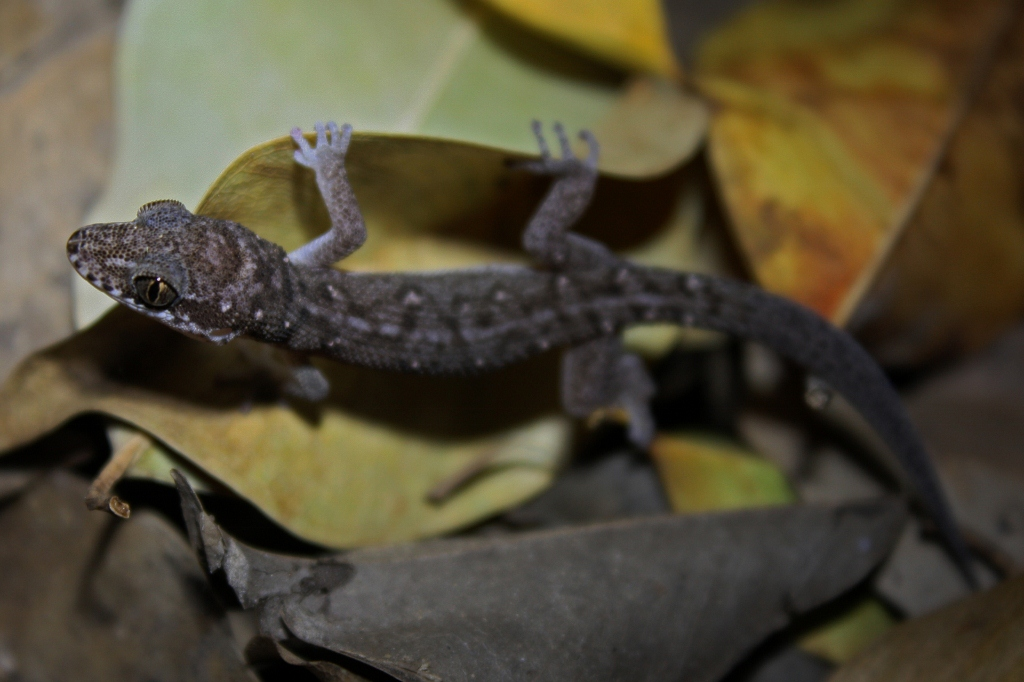